# Jhovany Mina
Jhovany Lasso Mina (Caloto, Cauca, Colombia, 29 de junio de 1991) es un futbolista colombiano. Juega como volante. Actualmente milita en el  FC Buenaventura es un club de fútbol ubicado en Tegucigalpa, Honduras, que compite en la Liga de Ascenso, el segundo nivel del sistema de la liga hondureña de fútbol .

## Trayectoria
En el año 2013 llega al Deportes Savio de la Liga Nacional de Fútbol de Honduras. Anotó su primer gol el 13 de abril de 2013 en la victoria 3-2 sobre el Atlético Choloma, siendo un gol fundamental para evitar el descenso del club en el Torneo Clausura 2013.
Reforzó al Independiente de Siguatepeque para el Clausura 2015 de la Liga de Ascenso de Honduras. Fue subcampeón de esta categoría en ese mismo torneo, siendo dirigido por Mauro Reyes, quien lo debutó en Deportes Savio.
El 15 de diciembre de 2015 se convirtió en refuerzo del Juticalpa F. C. para el Clausura 2016. 
Fue enviado a préstamo al Alianza Becerra de la Liga de Ascenso por decisiones administrativas. En el equipo de los "Potros" destacó siendo figura y quedando cerca de ascender a la Liga Nacional, luego de caer en los penales ante Social Sol.
El 17 de junio de 2016 fue transferido al Real España, por pedido expreso de Mauro Reyes, quien lo dirigió en Independiente de Siguatepeque y Deportes Savio.

## Clubes
| Club                     | País     | Año         | Partidos | Goles |
| ------------------------ | -------- | ----------- | -------- | ----- |
| Deportes Savio           | Honduras | 2013 - 2014 | 43       | 5     |
| Independiente            | Honduras | 2015        | N/D      | N/D   |
| Juticalpa F.C.           | Honduras | 2016        | 0        | 0     |
| Alianza Becerra (cesión) | Honduras | 2016        | N/D      | N/D   |
| Real España              | Honduras | 2016        | 5        | 0     |

## Palmarés

### Campeonatos nacionales
| Título               | Club            | País     | Año  |
| -------------------- | --------------- | -------- | ---- |
| Clausura del Ascenso | Alianza Becerra | Honduras | 2016 |